# 薩摩川内市立川内小学校
薩摩川内市立川内小学校（さつませんだいしりつせんだいしょうがつこう）は、鹿児島県薩摩川内市向田町にある市立小学校。

## 概要
薩摩川内市川内地域（旧川内市）の国道３号線側に面しており。　学区は、東向田町、西向田町、向田本町、向田町、神田町、東開聞町、西開聞町、冷水町、宮里町、若松町であるが現在　薩摩川内市立平佐西小学校の児童数増加に伴い。　川内小学区内と平佐西小学区内の中間的距離の対象者は、学区内を自由に選択できるが平佐西小学区を選択する人が多い傾向にある。またその学区範囲は、現在都市開発に伴い埋め立てされた川を基準にしている。

## 沿革
明治5年　向田小学校が設立
明治10年　丁丑の乱（西南戦争）が鎮圧され間もなく鹿児島師範練習出身者を募集したところ木原義高・遠矢彦志の2氏が応じ川内準中学校を明治9年11月県費補助を得て隈之城・平佐・水引三郷が共同で建設したが開校間もなく、西南戦争の兵火に罹り、火失
明治11年　現在の上村病院辺りに移転
新たに向田学校が設置され　修業年限は、8年で学制によって、下等科と上等科に分け、
その後　初等科、中等科、高等科となった。
明治19年　向田尋常小学校に改まった。
明治25年　隈之城村東手、現在の場所に川内小学校の位置に決定した。
明治26年　隈之城高等小学校の分離
明治30年　向田尋常小学校　現在地に移転
明治31年　向田尋常小学校、隈之城高等小学校併設
1941年（昭和16年）に国民学校令施行されたのに伴い、川内国民学校に改称。
2004年（平成16年）には川内市が新設合併し、薩摩川内市となったのに伴い、薩摩川内市立川内学校に改称した。

## 通学区域
2021年（令和3年）現在の薩摩川内市立川内小学校の通学区域は以下のとおりである。
東向田町、西向田町、向田本町、向田町、神田町、東開聞町、西開聞町、冷水町、宮里町、若松町

## 進学先中学校
薩摩川内市立川内中央中学校

## 周辺施設
- 川内駅
- 川内郵便局
- 薩摩川内市役所
- 鹿児島県 北薩地域振興局
- 原子力規制庁 川内原子力規制事務所

## 交通
肥薩おれんじ鉄道・JR九州新幹線・JR鹿児島本線「川内駅」西口より徒歩約１０分